# Kurt Calleja
Kurt Calleja (født 1989) er en maltesisk sanger. Han repræsenterede Malta ved Eurovision Song Contest 2012.